# 胡家燕
胡家燕（1945年—），女，汉族。

## 生平
辽宁辽中人，毕业于中国人民大学国民经济计划专业，中华人民共和国政治人物、第十一届全国政协委员。1996年12月任中共新疆维吾尔自治区党委常委、区纪委书记。2005年11月，任国家体育总局副局长。
加入中国共产党，担任十一届全国政协常务委员、教科文卫体委员会副主任。2008年3月，当选第十一届全国政协常务委员，代表体育界，分入第四十三组。并担任教科文卫体委员会副主任。